# Croton subfragilis
Espèce
Croton subfragilis est une espèce de plantes à fleurs du genre Croton et de la famille des Euphorbiaceae, présente au Mexique (Chiapas).
Il a pour synonyme :
- Oxydectes subfragilis, (Müll.Arg.) Kuntze